# Goof Troop
Goof Troop (Nederlands: Goof Club) is een Amerikaanse animatieserie van The Walt Disney Company, met in de hoofdrol het personage Goofy. De serie telt 78 afleveringen, en werd oorspronkelijk uitgezonden van 1 september 1992 tot 5 december 1993. De serie is in nagesynchroniseerde vorm uitgezonden in Nederland en België.

## Verhaal
Bij aanvang van de serie verhuizen Goofy en diens zoon Max terug naar Goofy’s oude thuisstad Spoonerville. Toevallig komen ze naast Goofy’s oude vriend Boris Boef te wonen, die nu werkt als autoverkoper en zelf een gezin heeft.
Max en Boris’ zoon, Borrie, worden meteen goede vrienden, maar Boris’ is bepaald niet blij met de komst van Goofy. Dit vooral omdat hij regelmatig het slachtoffer is van Goofy’s onhandigheid. Goofy is zich totaal niet bewust van het feit dat Boris hem niet mag, en probeert zich zo goed mogelijk op te stellen als een goede buur. Bovendien is Boris’ vrouw, Bea, erg gesteld op Goofy. Om haar niet kwaad te maken onderneemt Boris nooit openlijk iets om Goofy weg te werken, maar in het geheim smeedt hij geregeld plannen om hem te laten vertrekken.

## Achtergrond
De serie is deels gebaseerd op de Goofy-filmpjes uit de jaren 50 en 60, waarin Goofy een vrouw en kind heeft. In de serie wordt Goofy’s vrouw niet gezien, en aangenomen wordt dat ze is overleden.
De serie werd geïntroduceerd met een televisiefilm van 1 uur, die later werd opgesplitst in twee afleveringen voor de televisieserie. De serie maakt aanvankelijk deel uit van The Disney Afternoon block.
Goof Troop kreeg twee spin-off films: A Goofy Movie (1995) en An Extremely Goofy Movie (2000). Beide spelen zich enkele jaren na de serie af.

## Personages
- Goofy Goof: de vader van Max. Hij probeert altijd een zo goed mogelijke vader te zijn, ondanks zijn terkortkomingen zoals zijn onhandigheid en het feit dat hij maar kort zijn aandacht ergens bij kan houden. Hij drijft zijn buurman vaak tot wanhoop. Hij is erg kalm in de omgang, en wordt maar zelden kwaad.
- Maximilian "Max" Goof: de zoon van Goofy. Hij is ongeveer 11 jaar oud, en zit in dezelfde klas als Borrie.
- Waffels: de kat van Goofy van Max.
- Boris Boef: een verkoper van tweedehands auto’s. Hij woont naast Goofy, en heeft een gezin bestaande uit zijn vrouw Bea, zijn zoon Borrie en zijn dochter Bommi. Boris kent Goofy nog van de hogere school, en kan hem niet uitstaan. Goofy daarentegen denkt juist dat Boris zijn beste vriend is. Als hij geen plannen aan het smeden is om Goofy te laten verhuizen, probeert hij zijn voordeel te doen met Goofy’s goedgelovigheid.
- Bea Boef: de vrouw van Boris en de moeder van Borrie en Bommi. Ze leerde zowel Goofy als Boris kennen op de hogere school, maar trouwde uiteindelijk met Boris toen Goofy een tijdje weg moest. Desondanks heeft ze duidelijk nog steeds gevoelens voor Goofy, en neemt hem dan ook in bescherming tegen Boris. Ze werkt als makelaar.
- Boris "Borrie" Boef: de zoon van Boris en Bea. Hij is in vrijwel alles zijn vaders tegenpool.
- Bommie Boef: de dochter van Boris en Bea. Ze is hyperactief en praat voortdurend.

## Originele stemmen
- Goofy Goof - Bill Farmer
- Max Goof - Dana Hill
- Waffles - Frank Welker
- Peter "Pete" - Jim Cummings
- Bea Pete - April Winchell
- Peter "PJ" Pete Jr. - Rob Paulsen
- Pistol Pete - Nancy Cartwright
- Voice-over - Corey Burton

## Nederlandse stemmen
- Goofy Goof - Willem Ekkel
- Max Goof - Jonas Leopold
- Waffels - Frank Welker
- Boris Boef - Jan Anne Drenth
- Bea Boef - Maria Lindes
- Boris "Borri" Boef Jr. - Camil Springer
- Bommie Boef - Angelique de Boer